# Комонду (муниципалитет)
Комонду́ (исп. Comondú) — муниципалитет в Мексике, штат Южная Нижняя Калифорния, с административным центром в городе Сьюдад-Конститусьон. Численность населения, по данным переписи 2020 года, составила 73 021 человек.

## Общие сведения
Название Comondú происходит из языка коренных племён народа кочими, населявших полуостров Калифорния, и означает ущелье плавней.
Площадь муниципалитета равна 18 319 км², что составляет 24,8 % от площади штата, а наиболее высоко расположенное поселение Меса-ла-Серибоса, находится на высоте 829 метров.
Он граничит с другими муниципалитетами Южной Нижней Калифорнии: на севере с Мулехе, на востоке с Лорето, на юге с Ла-Пасом, а также берега муниципалитета омываются водами: на востоке Калифорнийского залива и на западе Тихого океана.

## Учреждение и состав
Муниципалитет был образован 1 января 1972 года, после утверждения Конгрессом штата создания первых трёх муниципалитетов, в его состав входит 589 населённых пунктов, самые крупные из которых:
| Код INEGI                  | Населённый пункт                                                                                         | Численность населения (2005 год) | Численность населения (2010 год) | Численность населения (2020 год) |
| -------------------------- | --- | -------------------------------- | -------------------------------- | -------------------------------- |
| 001                        | Всего | 63830                            | 70816                            | 73021                            |
| 0001                       | Сьюдад-Конститусьон (исп. Ciudad Constitución) 25°02′05″ с. ш. 111°40′24″ з. д. (административный центр) | 37221                            | 40935                            | 43805                            |
| 0133                       | Сьюдад-Инсурхентес (исп. Ciudad Insurgentes) 25°15′51″ с. ш. 111°46′39″ з. д.                            | 7080                             | 8741                             | 9133                             |
| 0280                       | Пуэрто-Сан-Карлос (исп. Puerto San Carlos) 24°47′23″ с. ш. 112°06′29″ з. д.                              | 4716                             | 5538                             | 5742                             |
| 0003                       | Пуэрто-Адольфо-Лопес-Матеос (исп. Puerto Adolfo López Mateos) 25°11′34″ с. ш. 112°06′38″ з. д.           | 2171                             | 2212                             | 2227                             |
| 0387                       | Вилья-Игнасио-Сарагоса (исп. Villa Ignacio Zaragoza) 25°23′49″ с. ш. 111°50′35″ з. д.                    | 1023                             | 1266                             | 1304                             |
| 0380                       | Вилья-Морелос (исп. Villa Morelos) 24°55′47″ с. ш. 111°37′47″ з. д.                                      | 1012                             | 1153                             | 1189                             |
| 0319                       | Сан-Мигель-де-Комонду (исп. San Miguel de Comondú) 26°02′17″ с. ш. 111°50′05″ з. д.                      | 190                              | 148                              | 132                              |
| —                          | Прочие                                                                                                   | 10417                            | 10823                            | 9489                             |
| Названия на карте Генштаба | |                                  |                                  |                                  |

## Экономическая деятельность
По статистическим данным 2000 года, работоспособное население занято по секторам экономики в следующих пропорциях:
- сельское хозяйство, скотоводство и рыбная ловля — 26,3 %;
- промышленность и строительство — 19,6 %;
- торговля, сферы услуг и туризма — 51,8 %;
- безработные — 2,3 %.

## Инфраструктура
По статистическим данным 2020 года, инфраструктура развита следующим образом:
- электрификация: 98,3 %;
- водоснабжение: 80,8 %;
- водоотведение: 95,7 %.